# Thập niên 660 TCN
Thập niên 660 TCN hay thập kỷ 660 TCN chỉ đến những năm từ 660 TCN đến 669 TCN.